# Кнут Лундмарк
Кнут Еміль Лундмарк (швед. Knut Emil Lundmark; 14 червня 1889 — 23 квітня 1958) — шведський астроном.
Народився в Ельвсбіні. Закінчив університет в Упсалі. Працював там до 1929 року, коли змінив К. В. Шарльє на посаді професора астрономії Лундського університету та директора обсерваторії цього університету.
Наукові роботи присвячені галактичній і позагалактичній астрономії. Деякі результати, отримані Лундмарком в цій галузі, визначили пізніші відкриття, які революціонізували наші уявлення про Галактику та природу спіральних туманностей. У дискусії про спіральні туманності він разом з Г. Кертісом був переконаним прихильником погляду про їх позагалактичну природу. 1919 року, вивчаючи нові зірки, що спалахнули в галактиці Андромеди, Лундмарк визначив відстань до цієї туманності і отримав значення, близьке до знайденого Е. П. Габблом кілька років потому. У тому ж році запропонував метод визначення відстаней до спіральних туманностей за їх кутовими розмірами. Провів (1926—1928) статистичне дослідження подвійних і кратних галактик; на підставі вивчення справжнього розподілу галактик у просторі першим дійшов висновку про існування Місцевої групи галактик і визначив розташування «екватора» цієї групи. 1946 року з аналізу відстані до M31, отриманого за великою кількістью нових зір, блакитних надгігантів та кулястих скупчень, зробив висновок про необхідність перегляду шкали позагалактичних відстаней (це питання остаточно вирішено В. Г. В. Бааде 1952 року). Лундмарк одним з перших отримав наочні свідчення обертання Галактики. 1919 року він довів, що відносно кулястих скупчень та позагалактичних туманностей Сонце рухається в площині Чумацького Шляху; 1924 року визначив, що цей рух відбувається під прямим кутом до напряму на галактичний центр, і висловив припущення про обертання Сонця і найближчих до нього зір навколо цього центру галактики.
На його честь названо астероїд 1334 Лундмарка.